# Irene Solà

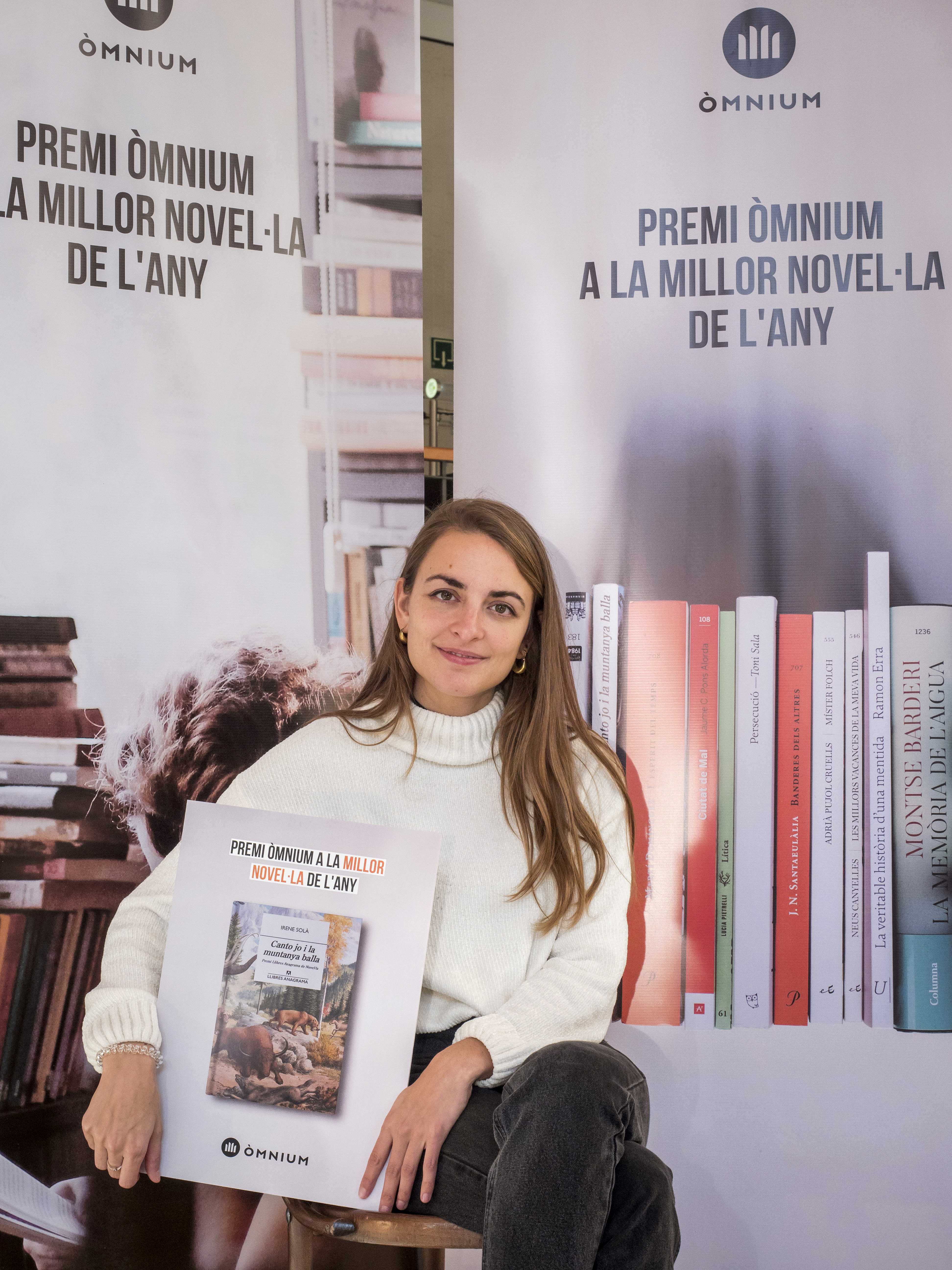
Irene Solà

Irene Solà Sáez (Malla, 17 agosto 1990) è una scrittrice spagnola.

## Biografia e carriera letteraria
Ha conseguito la laurea in Belle arti all'Università di Barcellona, ottenendo poi un master in Letteratura, cinema e cultura audiovisiva presso l'Università del Sussex.
Durante gli studi universitari ha pubblicato la silloge poetica Bestia (2012), mentre del 2018 è il suo romanzo d'esordio, la saga familiare L'argine (Els dics).
Nel 2019 ha dato alle stampe il suo secondo romanzo, Io canto e la montagna balla (Canto jo i la muntanya balla), reinterpretazione della vita di montagna basata su storie e leggende dei Pirenei, vincitore dell'edizione 2020 del Premio letterario dell'Unione Europea.
Del 2023 è il suo terzo romanzo, Ti ho dato gli occhi e hai guardato le tenebre, ancora una volta imperniato su temi di magia e folklore.

## Opere

### Poesia
- Bestia, Pequod Edizioni, Ancona, 2020 - ISBN 9788860681515 (Bèstia, 2012 - trad. Cecilia Monina).

### Romanzi
- L'argine, Mondadori, Milano, 2025 - ISBN 9788804783183 (Els dics, 2018, - trad. Amaranta Sbardella).
- Io canto e la montagna balla, Blackie Edizioni, Milano, 2020 - ISBN 9788831321051 (Canto jo i la muntanya balla, 2019 - trad. S. M. Ciminelli).
- Ti ho dato gli occhi e hai guardato le tenebre, Mondadori, Milano, 2024 - ISBN 9788804783176 (Et vaig donar ulls i vas mirar les tenebres, 2023 - trad. Amaranta Sbardella).